# Brotton
Brotton è un paese della contea del North Yorkshire, in Inghilterra. Si trova nella parrocchia civile di Skelton and Brotton.